# ۵۷ عقاب
۵۷ عقاب یک ستاره است که در صورت فلکی عقاب قرار دارد.